# Wassili Fjodorowitsch Garbusow
Wassili Fjodorowitsch Garbusow (russisch Василий Фёдорович Гарбузов; * 20. Juni 1911 in Belgorod; † 12. November 1985 in Moskau) war sowjetischer Finanzminister (1960–1985).